# White & Case
White & Case este o companie internațională de avocatură, cu sediul în Statele Unite.
În octombrie 2008, White&Case deținea 37 de birouri în 25 de țări, cu peste 580 de parteneri și peste 2.300 de avocați.
White & Case și-a deschis cel de-al 37-lea birou din lume în București în luna februarie 2008, după ce a activat în România timp de mai mulți ani fără un sediu consacrat aici.
Biroul face parte din rețeaua mai largă White & Case din Europa Centrală și de Est, ce cuprinde birourile din Budapesta, Varșovia, Praga, Moscova, Bratislava și Alma-Ata.
În februarie 2009, echipa din București număra 20 de avocați.